# Staphylococcus
Staphylococcus, del griego clasico σταφυλή (staphulḗ), "racimo de uvas", y κόκκος (kókkos), "esfera", es un género de bacterias, conocidos en español como estafilococos, de la orden Bacillales. Comprende microorganismos que están presentes en la mucosa y en la piel de los humanos y de otros mamíferos y aves, incluyendo un total de 51 especies, de las cuales 17 se pueden aislar del ser humano. Las especies que se asocian con más frecuencia a las enfermedades en humanos son Staphylococcus aureus (el miembro más virulento y conocido del género), Staphylococcus epidermidis, Staphylococcus saprophyticus, Staphylococcus capitis y Staphylococcus haemolyticus.

## Características generales
Los estafilococos crecen fácilmente en casi todos los medios bacteriológicos, en cultivos es mejor en el medio sal manitol y agar sangre. Son cocos anaerobios facultativos, lo que significa que pueden vivir tanto en condiciones con oxígeno como carente de este. Su mayor velocidad de crecimiento es entre 5-25 °C; pero también se aprecia fisión binaria entre 27-30 °C. Además, producen catalasa, lo que los diferencia de los estreptococos. Tienen importancia médica principalmente el S. aureus, el S. saprophyticus y el S. epidermidis.

## Factores de virulencia
En su estructura se encuentran los ácidos teicoicos, lipoteicoicos y los peptidoglucanos.
Los ácidos le sirven para adherirse a superficies corporales junto con las especies de estafilococos que tienen cápsula, y en conjunto los ácidos teicoicos y el peptidoglicano activan el sistema del complemento y evaden fagocitosis.
Entre sus factores de virulencia que le sirven para la invasión y le sirven al laboratorista para su identificación están:
- La presencia de catalasa.
- La presencia de coagulasa en el caso del S. aureus, a diferencia del resto de especies del género.
- La fermentación del manitol, específico también de S. aureus.
- Presencia de betalactamasa, que rompe el anillo β-lactámico de los antibióticos con esta estructura.

Se alojan en zonas secas como cemento, concreto abandonado, Block de cemento, Polvo, habitaciones sin limpiar correctamente, etc.

## Papel en la enfermedad
Las enfermedades que puede desarrollar el género Staphylococcus están mediadas por toxinas, entre las que se encuentran:
- Diarreas, vómitos y náuseas, causadas por enterotoxinas.
- Daño en la piel, separando el estrato granuloso del córneo dando el signo de piel escaldada.
- Neumonía
- Enfermedades comunes:
  - Forúnculos.
  - Impétigo ampolloso.
- La infección más grave para el humano es la endocarditis bacteriana por Staphylococcus aureus, siendo la endocarditis en humanos la enfermedad más frecuente subsecuente a la infección por S. aureus.[cita requerida]

### Staphylococcus aureus
La infección por Staphylococcus aureus es bastante común y de larga historia pues es resistente a la penicilina, y con esto se ha vuelto un importante reto para la comunidad médica. Además de provocar las enfermedades de difícil manejo anteriormente descritas, se le ha encontrado un tropismo por el polivinilo, material usado en los catéteres, lo que aumenta el riesgo de infección nosocomial. Staphylococcus aureus puede causar endocarditis.